# Österreichische Judo-Damen-Mannschaftsmeisterschaft 2003
Die Österreichische Judo-Damen-Mannschaftsmeisterschaft 2003 ermittelte zum 22. Mal den Österreichischen Mannschaftsmeisters im Judo. Sie wurde vom Österreichischen Judoverband ausgetragen. Sieger war zum 3. Mal der Vereinsgeschichte der Samurai Wien.

## Tabelle
| Position | Mannschaft       | Ort           | Bundesland | Quelle |
| -------- | ---------------- | ------------- | ---------- | ------ |
| 1        | Samurai Wien     | Leopoldstadt  | Wien       | [ 2 ]  |
| 2        | Judoteam Zeltweg | Zeltweg       | Steiermark | [ 3 ]  |
| 3        | ESV Sanjindo     | Bischofshofen | Salzburg   | [ 3 ]  |

Stand: 2025-03-15